# Калькулятор (Apple)
Калькулятор — програма-калькулятор, ргозроблена Apple, що входить у стандартну поставку macOS та iOS. Серед можливостей програми: стандартний, науковий і калькулятор для програмістів, підтримка copy/paste та Large Type.
Калькулятор містить набір простих операцій перетворення величин:
- площа
- валюта
- енергія / робота
- температура
- довжина
- швидкість
- тиск
- вага/маса
- потужність
- об'єм

## Dashboard Widget
Почитаючи з версії Mac OS X 10.4 Tiger Calculator інтергрований у Dashboard у вигляді widget'а.
1. 1 2 3  https://support.apple.com/en-us/HT207880